# Mikołajów (Tomaszów Mazowiecki)
Pour les articles homonymes, voir Mikołajów.
Mikołajów est une localité polonaise de la gmina de Rokiciny, située dans le powiat de Tomaszów Mazowiecki en voïvodie de Łódź.